# 鈴木勲
鈴木 勲（すずき いさお、1933年1月2日 - 2022年3月8日）は、日本のジャズベース、コントラバス奏者及び作曲家。ニックネームはオマスズ、オマさん。東京都出身。

## 来歴
立教大学在学中、来日したルイ・アームストロング・オールスターズの公演を聴き特にベース奏者のミルト・ヒントンに衝撃を受ける。1956年には米軍ベースキャンプで演奏を始める。その後松本英彦カルテット、渡辺貞夫グループに入り活動。また自己のグループ結成後ファイブスポット等でライブ活動を行う。1963年の「幻の銀巴里セッション」でも菊地雅章、富樫雅彦、金井英人とのセッションを残している。1970年、来日したアート・ブレイキーにスカウトされ渡米、ジャズ・メッセンジャーズの一員となり全米、欧州をツアー。帰国後TBMレーベルで『ブロー・アップ』（日本ジャズ賞受賞）等の名作を録音。
その後もジャンルを問わず多くの内外ミュージシャンと共演し、後年は日本の若手ミュージシャンの教育にも力を注いだ。
豪快さの中に哀感を忍ばせた演奏に定評があった。2009年に南里文雄賞を受賞した。
2022年3月8日、新型コロナウイルス感染症による肺炎のため、川崎市中原区の病院において死去した。89歳没。

## ディスコグラフィ
- TBM-15  Blow Up (1973)
- TBM-24  Blue City (1974)
- TBM-36  All Right (1974)
- TBM-44  Oran-Utan (1975)
- TBM-57  Touch (1975)
- TBM-63  Black Orpheus (1976)
- TBM-76  Ako's Dream (1976)

その他多数。